# Athos (A712)
Pour les articles homonymes, voir Athos (homonymie).
L’Athos (A712) est un patrouilleur de surveillance des sites (PSS) de la Marine nationale française. Le groupe des deux patrouilleurs Athos et Aramis ont pour marraine par la ville d'Auch (Gers) jusqu'en 2012. C'est la ville de la Creuse, Saint-Martin-Sainte-Catherine qui en est marraine depuis le 23 février 2013. Le navire est versé à la gendarmerie nationale au début de 2016 et sert jusqu'en décembre 2022.
Seule embarcation de l'Armée française à être entièrement conçue en bois de hêtre, sa coque est capable de résister à des torpilles style M5 modèle 4.

## Histoire
Les deux vedettes ont été commandées pour le soutien du Centre d'Essais des Landes (C.E.L.). Elles  rejoignent la division des vedettes de l'Adour, créée le 14 mars 1980, date de l'admission au service actif de l'Athos.

## Service
Les deux vedettes sont installées à la base navale de Bayonne. Cette division, dissoute en 1993, prend le nom de Patrouilleur de surveillance des sites (PSS) en 1995. 
Leur mission principale est la surveillance du champ de tir, la mise en place des cibles et leur récupération et le soutien aux plongeurs du Centre d'Essais de Lancement de Missiles (CELM). Leur mission secondaire consiste à la surveillance maritime du golfe de Gascogne pour la police des pêches, les opérations d'assistance et la lutte anti-pollution.
L'Athos rejoint le port de Cherbourg-Octeville en 2016. Il surveille avec l'Aramis, la Manche et la Mer du Nord, en étant affecté à la gendarmerie maritime. Ces deux navires sont retirés du service actif le 8 décembre 2022